# Jacaranda egleri
Jacaranda egleri é uma espécie de árvore do gênero Jacaranda da família das Bignoniaceae.
Atualmente é considerada "Vulnerável" (VU) pela Lista vermelha da flora do Pará.

## Taxonomia
A espécie foi descrita em 1962 por Noel Yvri Sandwith.

## Forma de vida
É uma espécie terrícola e arbórea.

## Descrição
| Caule                        | Caule                                                              |
| ---------------------------- | ------------------------------------------------------------------ |
| ramo                         | subcilíndrico/tetragonal ou quase tetragonal                       |
| lenticela                    | ausente                                                            |
| Folha                        |                                                                    |
| composta                     | pinada                                                             |
| inserção na raque ou ráquila | peciolada                                                          |
| margem                       | inteira                                                            |
| tricoma                      | pubérula                                                           |
| Inflorescência               |                                                                    |
| posição                      | terminal                                                           |
| tirso                        | ramiflora                                                          |
| Flor                         |                                                                    |
| cálice                       | campanulado/5 denticulado                                          |
| corola tubular               | campanulada                                                        |
| cor                          | lilás                                                              |
| antera glabra                | diteca                                                             |
| estaminódio                  | alongado excedendo em tamanho a antera/glandular no terço superior |
| ovário                       | ovado/achatado                                                     |
| disco nectarífero            | pulviniforme                                                       |
| Fruto                        |                                                                    |
| cápsula loculicida           | sublenhoso                                                         |
| valva na deiscência          | não ondulada                                                       |
| Semente                      |                                                                    |
| achatada                     | fina/membranácea                                                   |
| ala                          | hialina                                                            |

## Distribuição
A espécie é encontrada nos estados brasileiros de Amazonas, Mato Grosso e Pará.
Em termos ecológicos, é encontrada no domínio fitogeográfico de Floresta Amazônica, em regiões com vegetação de floresta de terra firme e floresta ombrófila pluvial.